# إدموند كينغ
إدموند كينغ (26 مارس 1906 في المملكة المتحدة - 25 نوفمبر 1981 في المملكة المتحدة) (بالإنجليزية: Edmund King)‏ هو لاعب كريكت بريطاني وبريطاني (وحمل سابقاً جنسية المملكة المتحدة لبريطانيا العظمى وأيرلندا). لعب مع نادي وارويكشاير للكريكيت ‏.

## وصلات خارجية
- إدموند كينغ على موقع إي آس بي آن كريك إنفو (الإنجليزية)